# Tulskaja
Tulskaja (ros. Тульская) – stacja moskiewskiego metra linii Sierpuchowsko-Timiriaziewskiej (kod 143). Nazwa pochodzi od pobliskiego placu Tulskiego. Wyjścia prowadzą na ulice Bolszaja Tulskaja, Daniłowskij Wał, Sierpuchowskij Wał, plac Sierpuchowskaja Zastawa, do centrum handlowego Warszawka 9 (Варшавка, 9) oraz na peron stacji ZIŁ.

## Konstrukcja i wystrój
Jednopoziomowa, jednonawowa stacja metra z jednym peronem. Wnętrze stacji dedykowane jest tulskim zbrojmistrzom. Ściany nad torami pokryto białym marmurem, a podłogi szarym granitem. Sufit stacji ozdabiają geometryczne ornamenty. Na środku sufitu w romobowym ornamecie ukryto oświetlenie.